# Xenopsylla occidentalis
Xenopsylla occidentalis är en loppart som beskrevs av De Meillon 1938. Xenopsylla occidentalis ingår i släktet Xenopsylla och familjen husloppor. Inga underarter finns listade i Catalogue of Life.